# Дирутенийпенталантан
Дирутенийпенталантан — бинарное неорганическое соединение
лантана и рутения
с формулой La5Ru2,
кристаллы.

## Получение
- Сплавление стехиометрических количеств чистых веществ:

{\displaystyle {\mathsf {5La+2Ru\ {\xrightarrow {845^{o}C}}\ La_{5}Ru_{2}}}}

## Физические свойства
Дирутенийпенталантан образует кристаллы
моноклинной сингонии, пространственная группа C 2/c, параметры ячейки a = 1,6806 нм, b = 0,6693 нм, c = 0,7444 нм, β = 95,86°, Z = 4,
структура типа дикарбида пентамарганца Mn5C2
.
Соединение конгруэнтно плавится при температуре 845°C .